# Di Tang Quan
El Di Tang Quan (en chino tradicional, 地躺拳, pinyin dì tǎng quán) o boxeo en el suelo es un estilo de Kung Fu Wu Shu. Físicamente muy exigente, el Di Tang Quan se centra en el combate en el suelo, y —al igual que otros estilos considerados acrobáticos, como el Sui Jiu Quan o estilo del borracho y el Hou Quan o estilo del mono— no desdeña el empleo de caídas como forma de cobrar impulso para atacar al adversario.
Pese al nombre de Quan ("boxeo"), el Di Tang Quan incluye también golpes de pierna y técnicas de empuje, luxación y barrido. Las técnicas tradicionales utilizan la fuerza y flexibilidad del practicante para cambiar continuamente el ángulo y altura del ataque; entre los principios clásicos del Di Tang Quan se encuentra el fingir un retroceso para avanzar, buscando desequilibrar al adversario, y el fingir ataques a la cabeza para barrer o quebrar las piernas.
El Di Tang Quan es extremadamente vistoso, pero requiere un grado muy elevado de coordinación y fortaleza muscular, sobre todo en las piernas, al exigir constantes cambios de altura y posición; por ello, resulta difícil de aplicar. Fuera de China se estudia sólo raramente, aunque otros estilos, como el Wen Jia Quan, adoptan técnicas suyas.

## Enlaces de interés
- Di Tang Quan Kung Fu Directorio y foro

- Datos: Q1135044